# Velika župa Pokupje
Velika župa Pokupje bila je jedna od 22 velike župe na prostoru NDH. Sjedište joj je bilo u Karlovcu. Djelovala je od 13. srpnja 1941.
Građansku upravu u župi vodio je veliki župan kao pouzdanik vlade kojega je imenovao poglavnik. Obuhvaćala je područje kotarskih oblasti: 
- Jastrebarsko,
- Karlovac,
- Pisarovinu,
- Vrginmost (od 19. studenoga 1941.); 1. rujna 1942. preimenovana u kotarsku oblast Topusko, kad je i sjedište premješteno u Topusko; 21. travnja 1945. ovaj je kotar "privremeno" izdvojen i pripojen Velikoj župi Gori-Prigorju
- Vojnić (ukinut 1. ožujka 1944.)

te grad Karlovac.
Ukidanjem kotara Vojnića razdijeljeno je njegovo ozemlje kotarima Karlovcu, Slunju i Topuskom.